# Vingt Cinq
Vingt Cinq – ośrodek administracyjny Wysp Agalega, na Oceanie Indyjskim, zarządzanych przez Mauritius. Miejscowość położona jest na Wyspie Północnej. Znajdują się na niej szkoła, szpital i kościół.